# Slipknot Demo
Slipknot Demo é uma demo de 1998 da banda de nu metal norte-americana Slipknot. Contribuiu para a banda assinar com a Roadrunner Records e recrutar Ross Robinson, que produziu o seu álbum de estreia. A demo foi usada para promover a banda junto de potenciais editoras e produtores, numa altura em que estava a captar atenções de diversas editoras.

## História
Em 1995, após o lançamento do primeiro álbum demo da banda Mate. Feed. Kill. Repeat., os membros dos Slipknot continuaram a escrever novo material e a trabalhar no SR Audio, um estúdio local, com o novo vocalista Corey Taylor. A banda intencionava lançar um segundo álbum demo mas nunca passou da fase de pré-produção. Entre as canções escritas e gravadas neste período, incluem-se "Slipknot", "Gently", "Do Nothing", "Tattered and Torn", "Scissors", "Me Inside", "Coleslaw", "Carve", "Windows" e "May 17th". Em 1998, os Slipknot recebiam atenção crescente de gravadoras como a Epic e a Hollywood Records. Eles lançaram esta demo para potenciais editoras e produtores. A faixa "Spit It Out" era principal foco da demo e, com a ajuda da manager Sophia John, a banda foi capaz de conseguir que uma cópia da demo chegasse a Ross Robinson. O grupo pretendia que este trabalhasse com eles no seu álbum de estreia e, após um encontro com a banda, Robinson contratou-os para a sua própria gravadora, I Am, mas mais tarde ajudou-os a assinarem com a Roadrunner Records.
"Wait and Bleed" e "Spit It Out" apareceram no álbum de estreia Slipknot, "Interloper" e "Despise" estão disponíveis na versão digipak do mesmo álbum e "Snap" foi incluída na banda sonora do filme de 2003 Freddy vs. Jason.
É frequentemente dito que a "Interloper" e "Despise" são versões demo de "Diluted" e "Purity", que surgem no álbum homónimo da banda (excepto "Purity", que apenas saiu na primeira edição devido a direitos de autor), pois "Despise" e "Purity" são muito similares na estrutura, tal como a "Interloper" e "Diluted".

## Faixas
Todas as canções creditadas a Slipknot.
1. "Spit It Out" – 2:35
2. "Wait and Bleed" – 2:33
3. "Snap" – 2:54
4. "Interloper" – 2:18
5. "Despise" – 3:40